# Jane Robinson
Jane Robinson (Cobden, 12 de diciembre de 1969) es una deportista australiana que compitió en remo.
Ganó cinco medallas en el Campeonato Mundial de Remo entre los años 1998 y 2003. Participó en tres Juegos Olímpicos de Verano, entre los años 1996 y 2004, ocupando el quinto lugar en Sídney 2000, en la prueba de ocho con timonel.

## Palmarés internacional
| Campeonato Mundial | Campeonato Mundial | Campeonato Mundial | Campeonato Mundial |
| Año                | Lugar              | Medalla            | Prueba             |
| ------------------ | ------------------ | ------------------ | ------------------ |
| 1998               | Colonia (Alemania) | Medalla de bronce  | Cuatro scull       |
| 2001               | Lucerna (Suiza)    | Medalla de oro     | Cuatro sin timonel |
| 2001               | Lucerna (Suiza)    | Medalla de oro     | Ocho con timonel   |
| 2002               | Sevilla (España)   | Medalla de plata   | Ocho con timonel   |
| 2003               | Milán (Italia)     | Medalla de oro     | Cuatro scull       |